# Steatoda fagei
Steatoda fagei är en spindelart som först beskrevs av Lawrence 1964.  Steatoda fagei ingår i släktet vaxspindlar, och familjen klotspindlar. Inga underarter finns listade i Catalogue of Life.